# Tomter
Tomter este o localitate din comuna Hobøl, provincia Østfold, Norvegia, cu o suprafață de 0,95 km² și o populație de 1.584 locuitori (2013).